# George Read (kanadensisk politiker)
George Read är en kanadensisk politiker inom Green Party of Canada. Han var partiledare för partiets Albertaavdelning från 2003 till 2008, då han efterträddes av Joe Anglin.